# Шрейдер, Павел Петрович
Павел Петрович Шрейдер (Шредер) (1798—1864) — генерал-майор (1842), директор Института Корпуса горных инженеров (1842–1849), член Горного аудиториата (1844—1849).

## Биография
Из дворян Лифляндской губернии. 
Поступил на военную службу в чине подпрапорщика в Лейб-гвардии Преображенский полк (1815—1831). Во время восстания декабристов 14 декабря 1825 года безоговорочно принял правительственную сторону, за что наряду с другими заслужил высочайшую признательность Николая I, выраженную в его приказе от 15 декабря 1825: сокращение срока службы на год и награждение орденом Св. Анны 3-й степени.
Участник русско-турецкой войны 1828–1829 гг., принимал участие в штурме Варшавы в 1831 году. В декабре 1831 Шрейдер указом царя был переведен в Лейб-гвардии Литовский полк, в 1832 году по семейным обстоятельствам оставил военную службу.
В ноябре 1841 после ухода К. К. Вейценбрейера стал исполняющим обязанности директора Института Корпуса горных инженеров, 19 апреля 1842 был назначен директором Института Штаба Корпуса горных инженеров.
Награждён за русско-турецкую войну 1828–1829 гг. серебряной медалью на георгиевской ленте; за участие в войне с польскими повстанцами орденом Святого Владимира 4-й степени с мечами и бантом и медалью «За взятие приступом Варшавы»; за «отлично-усердную службу» на посту директора Института Корпуса горных инженеров орденами Святого Владимира 3-й степени, Святой Анны 2-й степени, Святого Станислава 1-й и 2-й степени. В декабре 1842 за выслугу лет в офицерских чинах награждён орденом Святого Георгия 4-й степени.
Был женат на Елизавете Андреевне Черновой (из потомственных дворян Калужской губернии). Сын Владимир (род. 1848).
Похоронен на Волковском лютеранском кладбище в г. Санкт-Петербурге (участок 6, надгробие 21).